# Seoul 1945
Seoul 1945 (hangul: 서울 1945) é uma série de televisão sul-coreana exibida pela emissora KBS entre 7 de janeiro a 10 de setembro de 2006, aos sábados e domingos, com um total de 71 episódios. É estrelada por Ryu Soo-young, Han Eun-jung, So Yoo-jin, Kim Ho-jin e Park Sang-myun. Seoul 1945 situa-se por volta de 
1945, logo após a libertação da Coreia do domínio colonial japonês, quando a nação foi envolvida por turbulências ideológicas, seu enredo gira em torno da rivalidade entre as personagens Suk-kyoung, uma renomada pianista e filha de um político pró-japonês rico e Hae-Kyung, uma funcionária obstinada; as duas amam Woon-hyuk, cuja ambição de se tornar advogado, é frustrado devido à sua ideologia política.

## Enredo
Seoul 1945 gira em torno da vida de quatro jovens adultos que cresceram juntos. Choi Woon-hyuk (Ryu Soo-young) é um prodígio infantil nascido em uma família de mineiros pobres; Kim Hae-kyung (Han Eun-jung) é a filha mais velha de agricultores arrendatários; Lee Dong-woo (Kim Ho-jin) é o herdeiro de uma família rica e bem conectada; e Moon Suk-kyung (So Yoo-jin) é a única filha de um influente e poderoso aliado político do Japão. Em uma mistura de escolhas pessoais e circunstâncias além de seu controle, cada um deles embarca em caminhos diferentes que refletem a natureza caótica da época, bem como seu verdadeiro caráter. À medida que seus caminhos colidem, amor, amizade, lealdade, vingança, consciência moral e ideologia, se tornam forças motrizes para mudar irrevogavelmente o curso de suas vidas.

## Elenco

### Principal
- Ryu Soo-young como Choi Woon-hyuk
  - Kim Seok como Woon-hyuk jovem
- Han Eun-jung como Kim Ke-hee / Kim Hae-kyung
  - Ko Joo-yeon como Ke-hee jovem
- So Yoo-jin como Moon Suk-kyung / Yukei
  - Park Eun-bin como Suk-kyung jovem
- Kim Ho-jin como Lee Dong-woo
  - Kim Soo-min como Dong-woo jovem
- Park Sang-myun como Park Chang-joo
  - Ko Kyu-pil como Chang-joo jovem

### De apoio
- Jang Hang-sun como Kim Pan-chul, pai de Ke-hee
- Go Doo-shim como Jung Hyang-geum, mãe de Ke-hee
- Jo An como Kim Ma-ri / Kim Yeon-kyung, irmã de Ke-hee
- Jung Han-yong como Choi Eun-kwan, pai de Woon-hyuk
- Lee Deok-hee como Jo Soon-yi, mãe de Woon-hyuk
- Park Shin-hye como Choi Geum-hee, irmã mais velha de Woon-hyuk
- Yoon Hye-kyung como Choi Eun-hee, irmã mais nova de Woon-hyuk
  - Jin Ji-hee como Eun-hee jovem
- Kim Yeong-cheol como Barão Moon Jung-kwan, pai de Suk-kyung
- Lee Bo-hee como Ame Kaori, amante do Barão Moon
- Hong Yo-seob como Moon Dong-ki, tio de Suk-kyung
- Kim Kyung-sook como Yoon Jung-ja
- Choi Jong-won como Lee In-pyung, pai de Dong-woo
- Kim Se-ah como Jo Young-eun, governanta de Dong-woo
- Jo Soo-min como Mal-hee
- Son Jong-beom como Park Sung-joo
- Lee Byung-wook como Oh Chul-hyung
- Lee Gun como Kim Ki-soo
- Han Min como Choi Song-hee
- Kwon Sung-deok como Syngman Rhee
- Yoon Seung-won como Jung Bong-doo
- Lee Mi-young como Ji Kye-ok
- Shin Hyun-tak como Jung Dol-yi
- Kim Dong-hyun como Chang Taek-sang
- Kim Hyo-won como Park Heon-young
- Shin Goo como Lyuh Woon-hyung
- Park Chul-ho as chairman
- Song Yong-tae as vice chairman
- Park Yong-jin as North Korean officer
- Hyun Won as North Korean officer
- Jang Dong-jik as South Korean soldier

## Prêmios e indicações
| Ano  | Prêmio               | Categoria                           | Beneficiário              | Resultado |
| ---- | -------------------- | ----------------------------------- | ------------------------- | --------- |
| 2006 | KBS Drama Awards     | Prêmio de Excelência Superior, Ator | Ryu Soo-young             | Venceu    |
| 2006 | KBS Drama Awards     | Prêmio de Excelência Superior, Ator | Shin Goo                  | Venceu    |
| 2006 | KBS Drama Awards     | Prêmio de Excelencia, Atriz         | Han Eun-jung              | Venceu    |
| 2006 | KBS Drama Awards     | Melhor Ator Coadjuvante             | Park Sang-myun            | Venceu    |
| 2006 | KBS Drama Awards     | Melhor Ator Jovem                   | Kim Seok                  | Venceu    |
| 2006 | KBS Drama Awards     | Melhor Atriz Jovem                  | Ko Joo-yeon               | Indicado  |
| 2007 | Baeksang Arts Awards | Melhor Drama                        | Seoul 1945                | Venceu    |
| 2007 | Baeksang Arts Awards | Melhor Ator (TV)                    | Ryu Soo-young             | Indicado  |
| 2007 | Baeksang Arts Awards | Melhor Diretor (TV)                 | Yoon Chang-beom           | Indicado  |
| 2007 | Baeksang Arts Awards | Melhor Roteiro (TV)                 | Lee Han-ho, Jung Sung-hee | Indicado  |

## Controvérsia
Em uma entrevista coletiva realizada em junho de 2006, 254 grupos conservadores de direita acusaram a rede estatal KBS de distorcer a história. Eles reclamaram que Seul 1945 tinha um viés de esquerda, que retratava o primeiro presidente da Coreia do Sul, Syngman Rhee, como "um colaborador japonês, cujo desejo pelo poder o leva a abandonar uma Coreia unificada, enquanto os personagens da esquerda são geralmente retratados como atenciosos e preocupados com o futuro da nação", e que o drama acusa Rhee e outros de envolvimento no assassinato do líder de centro-esquerda Lyuh Woon-hyung. Eles pediram a suspensão da transmissão de Seoul 1945 e ameaçaram realizar uma campanha para boicotar a taxa de assinatura da televisão.
Em julho de 2006, Rhee In-soo, filho adotivo de Syngman Rhee, além de Jang Byung-hye, filha do ex-primeiro ministro Jang Taek-sang, entraram com uma ação judicial contra os produtores de Seul 1945, alegando que o título distorce a história e menospreza as realizações de seus falecidos pais.
Em maio de 2007, o Tribunal Distrital Central de Seul negou provimento ao processo, afirmando que, como Seoul 1945 é baseado em ficção e não em fatos históricos, a KBS não é responsável por difamação de caráter. Em sua decisão, o tribunal alegou que: "Essa descrição faz parte da expressão artística, que deve ser respeitada na produção de uma novela baseada em ficção e não em fatos". O tribunal também afirmou que, como existem documentos históricos que apoiam a ideia de que o ex-presidente Rhee era pró-japonês e pró-americano, Seoul 1945 não distorceu seriamente os fatos.